# Jonstorp, Gävle kommun
Jonstorp är ett bostadsområde öster om stadsdelen Strömsbro i Gävle Heliga Trefaldighets distrikt, Gävle kommun. Området klassades av SCB som en del av tätorten Gävle fram till 2015, därefter från 2015 till 2018 som en del av tätorten Källhagen och sedan från 2018 till 2023 som en separat småort för att från 2023 åter klassas som del av tätorten Gävle.